# Barrel racing

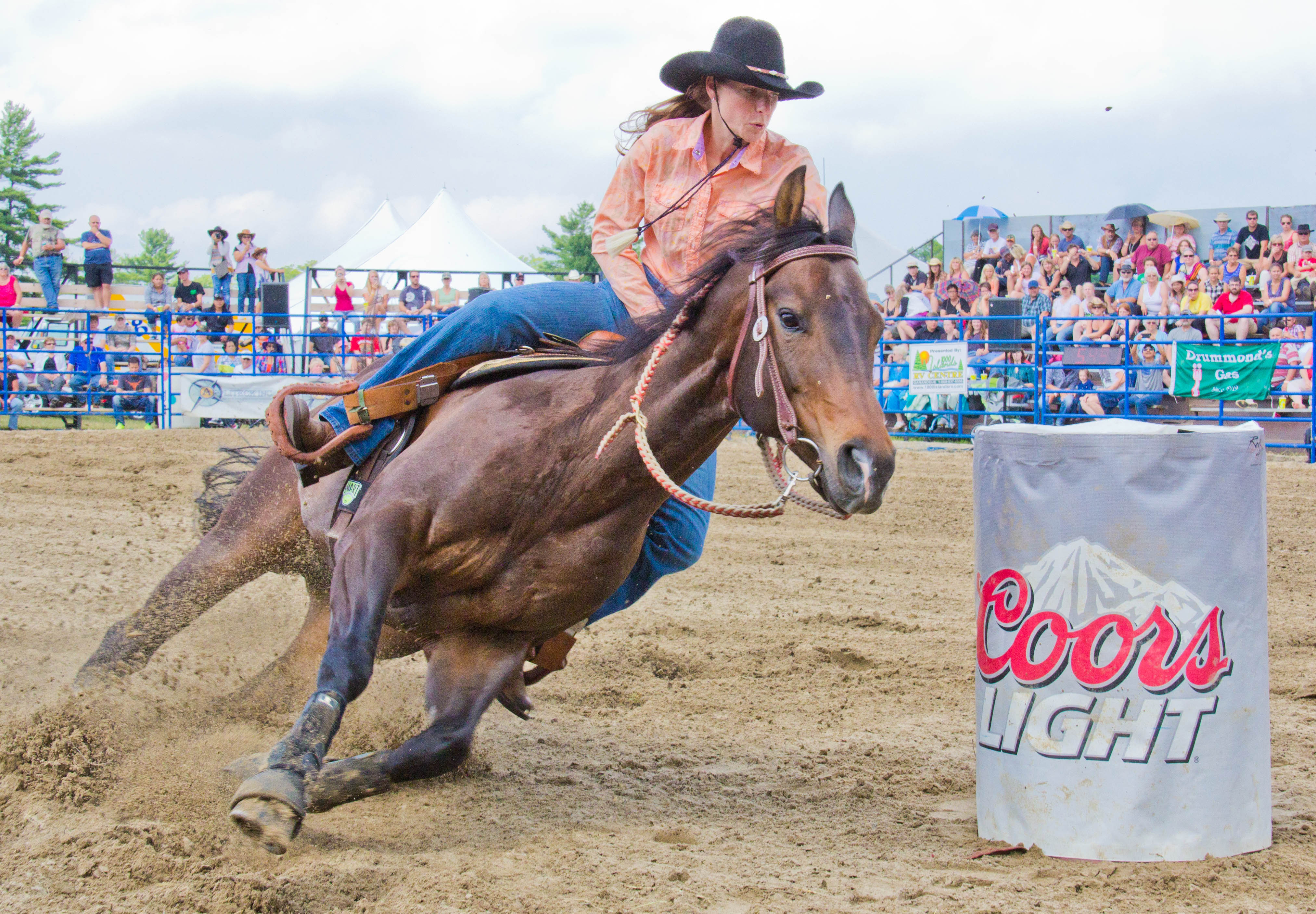
Barrel racing

Il barrel racing è una sorta di rodeo che si disputa negli Stati Uniti. Più precisamente consiste in un percorso di tre barili, che devono essere aggirati nel minor tempo possibile da cavallo e cavaliere

## Storia
Nacque in America, da un gruppo di donne che, stanche di vedere i mariti impegnati nel rodeo, idearono il barrel racing (tradotto letteralmente “corsa del barilotto”), per passare il tempo e per divertirsi, come i loro uomini.
Non si hanno molte informazioni circa le date e gli esatti particolari dello sviluppo del gioco. Si crede che la prima competizione di barrel racing ebbe luogo in Texas, di conseguenza si suppone che sia nato in questa particolare zona degli Stati Uniti.
L'associazione del rodeo delle ragazze GRA, istituita nel 1949, fu la prima organizzazione di rodeo sviluppata specificamente per le donne; essa è presente in vari concorsi di rodeo sparsi per gli Stati Uniti. Successivamente, con lo sviluppo di questo tipo di competizioni, il GRA si trasformò nel WPRA nel 1981, che ancora consente alle donne la partecipazione nei vari eventi del rodeo.

## Percorso e regolamento

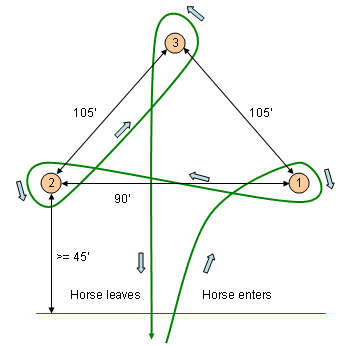

Questa specialità ha un percorso standard, chiamato pattern, che segue una misurazione internazionale stabilita dalle associazioni americane. I tre barili devono essere posti ai vertici di un triangolo isoscele a una distanza di sicurezza di almeno 6 metri dallo steccato (fence), cioè la recinzione dell'arena. Se l'arena è abbastanza grande i barili che formano la base del triangolo, vengono posti, a 18,2 m della linea di partenza, distanti l'uno dall'altro 27,4 m, mentre il terzo barile sarà posto ad una distanza di 32 m.
Il tempo parte quando il naso del cavallo raggiunge la linea di partenza e sarà fermato quando il naso del cavallo attraverserà la linea d'arrivo. 
È consentita la partenza con rincorsa.
Al segnale dello starter, il concorrente dovrà correre al barile sulla sua destra, girargli intorno tenendolo sulla destra, completare il giro di circa 360° e dirigersi verso il secondo barile, girandogli attorno allo stesso modo ed infine completare il percorso roteando attorno al terzo e ultimo barile. Il concorrente completerà il percorso correndo alla linea d'arrivo passando tra i primi due barili. Questo percorso può essere fatto anche al contrario, partendo da sinistra. 
Una penalità di 5 secondi è attribuita nel caso in cui il cavaliere perda il cappello o il caschetto nell'esecuzione della prova, oppure nel caso in cui faccia cadere un barile. Al concorrente è permesso, inoltre, di toccare il barile durante la prova, anche per impedirne la caduta.
Il giudici di gara, potranno squalificare una partecipante nel caso in cui ricorra eccessivamente all'uso del frustino.

## Eventi a sorpresa
In Italia si sono svolte le qualificazioni per la Coppa del Mondo di Barrel 2009-2010 dall'11 al 13 settembre 2009 al Venice Country Show di Venezia. Le fasi finali si sono svolte nel 2009 a Verona, in occasione di Fieracavalli dal 5 all'8 novembre, e in Brasile nel 2010.
Una gara di questo sport viene disputata tutti gli anni nel mese di luglio a Cheyenne in Wyoming, nell'ambito dei Cheyenne Frontier Days.
Uno dei cavalieri più vincenti in Europa è senza dubbio il 2 volte Campione Europeo Arreola Denis.